# 西蒙·加利臣
西蒙·尼古拉斯·加利臣（英語：Simon Nicholas Grayson，1969年12月16日—），簡稱西蒙·加利臣（英語：Simon Grayson）出生在里彭，是一名前職業足球員，宏觀其球員生涯，加利臣主要司職後衛，另外他亦可以任中場。退役後擔任領隊，曾執教黑池、列斯聯、哈德斯菲爾德和新特蘭。
加利臣有一個板球員的弟弟保羅·加利臣。

## 球員生涯

### 早期
1988年6月，加利臣的球員生涯在列斯聯開始，然而在他效力期間—直沒有太大的成就。1992年3月，他轉投李斯特城，五年內合共代表李斯特城上場229場。1997年，他帶領李斯特城勇奪聯賽杯，而且他亦被選為球會年度最佳球員。

### 中期
1997年，加利臣加盟阿士東維拉並代表他們在英超上陣了49場。及後，在1999年7月，他被布力般流浪所簽下，並於首季上陣了34場，不過第二年卻被球會投閒置散，他一直被外借給其他球會，分別有錫周三、史托港、諾士郡和巴拉福特。

### 後期
2002年7月19日，加利臣轉會至黑池。格雷臣代表黑池上陣了超過100場的賽事，並成為球隊隊長，加盟初期他的位置是右後衛，後來當時的領隊哥連·亨特利將他移至中場來改善球隊。

## 領隊生涯
加利臣在04/05球季成為黑池預備組的領隊，2005年11月，他成為代理領隊以取代離開的哥連·亨特利。05/06球季，他正式退役而轉注領隊事務。
2006年，加利臣帶領黑池在14場賽事中，僅有一敗，而且更連勝五場，戰績彪炳的黑池因而進入了附加賽，他亦因此在12月獲得「英甲最佳領隊」（Manager of the Month）。
2007年1月6日，加利臣帶領黑池在17年內第一次打進了足總杯第四圈，2月13日的重賽中，黑池卻不幸在加時時間中敗給諾域治。
5月，加利臣再次獲得「英甲最佳領隊」。5月5日，他最終帶領黑池以第3名完成球季。黑池在附加賽中先後以5-2擊敗奧咸和2-0擊敗伊奧維，因此得以升班英冠，此時黑池經已累積10連勝的紀錄，及後在英冠首場賽事對李斯特城的賽事中，以1-0見負，10連勝紀錄因此告終，不過黑池在聯賽杯卻擊敗哈德斯菲爾德。
10月，他帶領黑池35年內首次打進聯賽杯第四圈，最終被熱刺所淘汰。12月，格雷臣與黑池簽定了兩年半的合約。
2008年12月，他被其母會列斯聯所招手，希望其加盟成為領隊而取代因戰績惡劣而被解僱的加利·麥亞里士打，不過黑池方面拒絕列斯聯與他接觸，就算加利臣向黑池方面請辭也不獲批准，雖然最後他被任命為列斯聯的新帥，但黑池方面卻考慮向加利臣和列斯聯採取相應的法律行動而取回應得的賠償。
2012年2月1日，加利臣被英冠列斯聯革職。
2012年2月20日，英甲哈德斯菲爾德任命加利臣為球會領隊，合約為期三年半。
2013年1月24日，帶領哈德斯菲爾德經附加賽升上英冠的加利臣被革職，加利臣於革職前12場聯賽只取得5和7負成績。
2013年2月18日，英甲普雷斯顿聘用加利臣為新領隊。

## 榮譽

### 球員
李斯特城
- 英甲附加賽冠軍：1993–94、1995–96
- 聯賽杯冠軍：1996–97

黑池
- 英錦標冠軍：2003–04

### 領隊
黑池
- 英格蘭足球甲級聯賽附加賽冠軍：2006/07年；

列斯聯
- 英格蘭足球甲級聯賽亞軍：2009/10年；

哈特斯菲爾德
- 英格蘭足球甲級聯賽附加賽冠軍：2011/12年；

## 外部連結
- Full Managerial Stats for Leeds United from WAFLL （页面存档备份，存于）
- 足球数据库：Simon Grayson的球员统计数据
- 足球資料庫：Simon Grayson的領隊統計數據